# Teatro Bibiena
Il Teatro Scientifico di Mantova (o Teatro Bibiena o Teatro Scientifico dell'Accademia), fu realizzato su commissione del conte Carlo Ottavio di Colloredo, allora rettore dell'Accademia dei Timidi da Antonio Galli da Bibbiena nel 1767-69 e decorato, nel 1773-75, con una facciata del Piermarini realizzata da Paolo Pozzo (1741-1803). La finalità principale era quella di ospitare adunanze scientifiche (da qui il nome) ma anche concerti e rappresentazioni.  Il Bibiena ideò il teatro, ne diresse i lavori di fabbrica e, con abilità di pittore oltre che di architetto, affrescò personalmente gli interni dei numerosi palchetti con figurazioni monocrome.
Attualmente l'edificio ospita, oltre al Teatro, anche la sede dell'Accademia Nazionale Virgiliana di Scienze Lettere e Arti, la più antica e prestigiosa istituzione culturale della città. 
Ha una capienza di 338 posti.

## Storia

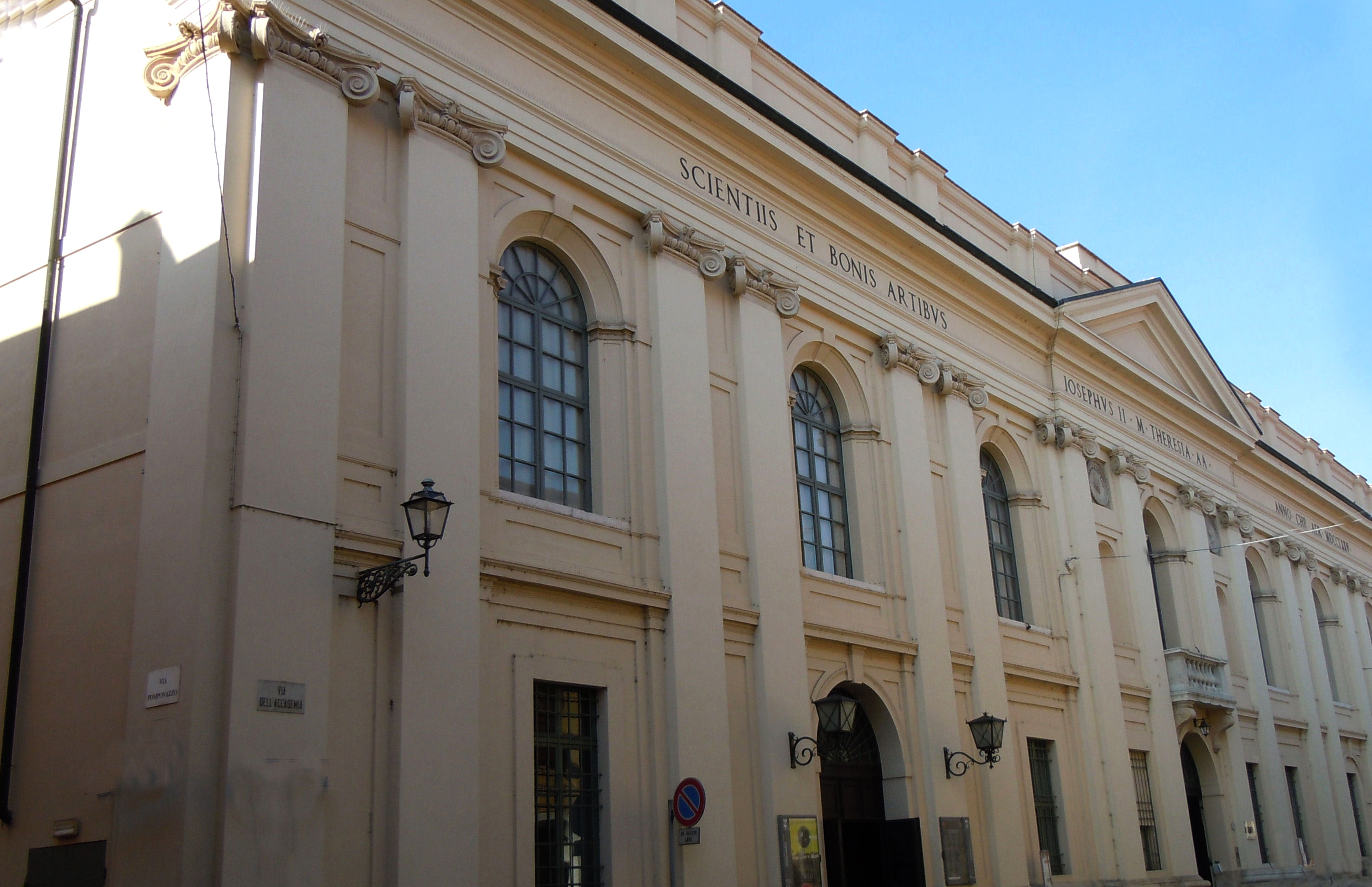
Palazzo dell'Accademia nazionale virgiliana

Il luogo dove sorge il teatro fu, in precedenza, occupato da un palazzo, abitazione di Ferrante I Gonzaga, conte di Guastalla, generale dell'esercito imperiale durante il Sacco di Roma, poi viceré di Sicilia.
Il di lui figlio Cesare fondò, nel 1562, ospitandola presso di sé, l'Accademia degli Invaghiti (dal 1610 Accademia degli Invitti, dal 1648 Accademia dei Timidi). 
L'edificio includeva un piccolo teatro coperto, probabilmente a gradoni, in linea con lo stile dell'epoca. Nel 1767, circa sessant'anni dopo l'inizio della dominazione austriaca, fu proprio l'Accademia dei Timidi a commissionare un nuovo teatro.  L'incarico venne commissionato al parmense di origini toscane Antonio Galli da Bibbiena, figlio del noto scenografo barocco Ferdinando. Scenografo ed architetto egli stesso, Antonio si era illustrato nella realizzazione del nuovo Teatro di Bologna, inaugurato il 14 maggio 1763 e, in Mantova, nel disegno della facciata della Chiesa di San Barnaba.
Il cantiere venne completato in soli due anni ed il nuovo teatro di Mantova venne inaugurato il 3 dicembre 1769 con la cantata Virgilio e Manto di Luigi Gatti.
Venne detto ‘Teatro Scientifico’, poiché doveva ospitare riunioni accademiche di istruzione ed educazione, in linea con le finalità dell'Accademia e lo spirito illuministico dell'epoca.

### Il concerto del giovane Mozart
A circa un mese e mezzo dall'inaugurazione - che era avvenuta il 3 dicembre 1769 -  il 16 gennaio 1770, il teatro ospitò un concerto pianistico del giovane Mozart, non ancora quattordicenne, con arie da concerto interpretate dal tenore Vincenzo Uttini e due Sinfonie di Mozart (il programma del concerto è conservato nell'Archivio dell'Accademia Virgiliana). L'edificio suscitò l'entusiasmo di Leopold Mozart, padre di Wolfgang, il quale, dieci giorni dopo, scrisse da Mantova alla moglie, a Salisburgo: "Vorrei che tu avessi visto il posto dove ha avuto luogo l'accademia, vale a dire il Theatrino della Academia Philharmonica. In vita mia non ho visto nulla di più bello di questo tipo ... Non è un teatro bensì una sala con palchi come vengono costruiti i teatri d'opera; dove starebbe la scena, c'è una pedana per gli esecutori e dietro gli esecutori una galleria per gli ascoltatori di nuovo costruita a palchi. Non posso descriverti a sufficienza la quantità di persone, le chiamate, gli applausi, gli strepiti, i Bravo su Bravo, in breve le acclamazioni generali e l'ammirazione che gli ascoltatori manifestavano così".

## Descrizione
Il teatro, inserito nel più vasto complesso del Palazzo Accademico, presenta una pianta a forma di campana ed è disposto su più ordini di palchetti lignei, secondo il genere di struttura inventato nel Seicento e che ormai imperava.

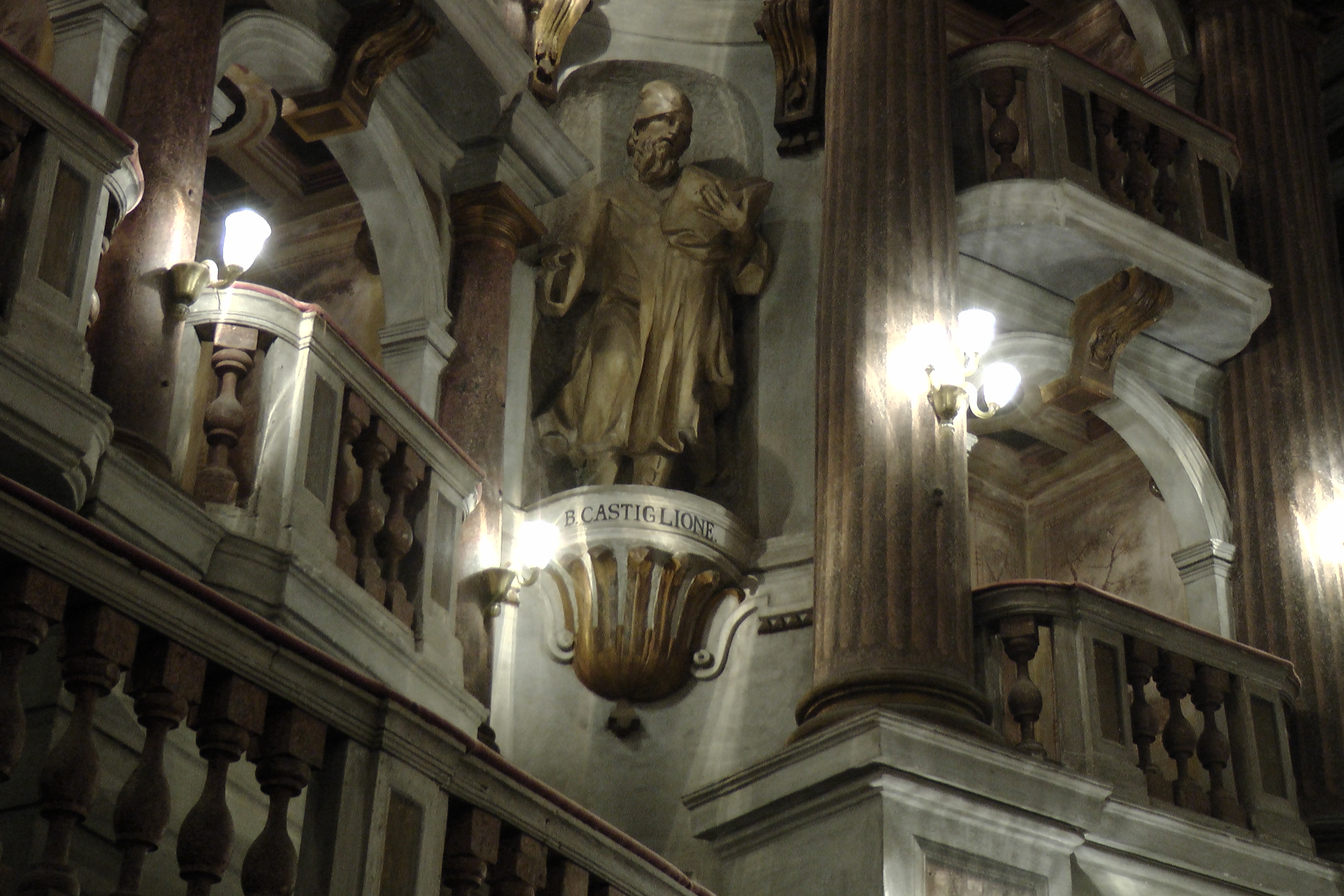
Statua del mantovano Baldassarre Castiglione (umanista, letterato e diplomatico italiano) nella sala del Bibiena.

Il Bibiena progettò una scena fissa, alle cui spalle edificò due corridoi sovrapposti a formare un loggiato a due piani.  La scena fissa è formata da una galleria a due ordini di serliane (struttura composta da un arco sorretto da coppie di colonne) e il soffitto decorato a finto traforo è incorniciato da una finta balaustrata. 
L'ambiente appare finemente decorato: con quattro ordini di palchi, divisi da colonne, quattro nicchie con statue a grandezza naturale di quattro mantovani illustri (Gabriele Bertazzolo ingegnere, architetto, cartografo, Baldassarre Castiglione autore del Cortegiano, il filosofo Pietro Pomponazzi, e Virgilio) ed un generale assetto decorativo che produce una sensazione di movimento.
La classica facciata fu invece realizzata da Giuseppe Piermarini, da cui trae il nome l'attiguo salone posto al primo piano del palazzo. Con decreto dell'Imperatrice del 9 novembre 1767, l'Accademia dei Timidi venne assorbita nella neonata Reale Accademia di scienze e di belle lettere (che diverrà Accademia Nazionale Virgiliana sotto Napoleone): una vera e propria università cui vennero aggregate, in quegli anni, le accademie di pittura, scultura ed architettura, la filarmonica, la ‘colonia di arti e mestieri’ e la accademia agraria. Si decise, quindi, di ricostruire anche l'antico palazzo che ospitava il nuovo teatro.  Venne indetto un concorso cui parteciparono il mantovano Gaetano Crevola, il parmense Antonio Bibiena, l'autore del teatro e l' "architetto reale" Giuseppe Piermarini.
Quest'ultimo vinse e realizzò, nel 1770, il disegno, poi concretizzato, nel 1773-75 dal veronese Paolo Pozzo. Essi realizzarono un'opera con una sobria facciata di gusto neoclassico estesa anche al teatro senza, tuttavia, intervenire sull'interno dello stesso, che conservò le originarie fattezze barocche.